# Historia de las Islas Caimán
La historia de Islas Caimán se refiere al periodo histórico de Islas Caimán. 

## Periodo precolombino
Los estudios arqueológicos sugieren que hasta el siglo XVI no hubo ningún asentamiento humano en las islas Caymán. 

## Época española (1503-1670)
Cristóbal Colón avistó las Islas Caimán el 10 de mayo de 1503 y las llamó Las Tortugas después de las numerosas tortugas marinas visto nadando en las aguas circundantes. Colón había encontrado las dos pequeñas islas (Caimán Brac y Pequeño Caimán) y fueron estas dos islas que llamó "Las Tortugas".
El 1523 "Turín mapa" de las islas fue el primero en referirse a ellos como Los Lagartos, es decir, cocodrilos o lagartos grandes. En 1530 fueron conocidos como los Caymanes después de que el Caribe palabra caimán para el cocodrilo marino, ya sea el americano o el cocodrilo cubano, Crocodylus acutus o C. rhombifer, que también vivía allí. Recientes sub-fósiles resultados sugieren que C. rhombifer, una especie de agua dulce, eran frecuentes hasta el siglo XX.
El primer visitante inglés registrado es Sir Francis Drake en 1586, quien informó que los caimanes eran comestibles, pero fueron las tortugas las que atrajeron barcos en busca de carne fresca para sus tripulaciones. La sobrepesca casi extinguió a las tortugas de las aguas locales.
El folklore local explica que los primeros habitantes de la isla eran un galés llamado Walters (o Watler) y su compañero llamado Bawden (o Bodden), quien llegó por primera vez a las Islas Caimán en 1658 después de servir en el ejército de Oliver Cromwell en la Jamaica inglesa. El primer habitante permanente registrado en las Islas Caimán, Isaac Bodden, nació en Gran Caimán en torno a 1700. Él era el nieto del colono original Bodden.
Una variedad de personas se asentaron posteriormente en las islas: en su mayoría piratas, náufragos y esclavos cimarrones. La mayor parte de los habitantes de las Islas Caimán son de ascendencia africana e inglesa, con una considerable mezcla interracial.

## Época británica (1670- actualidad)

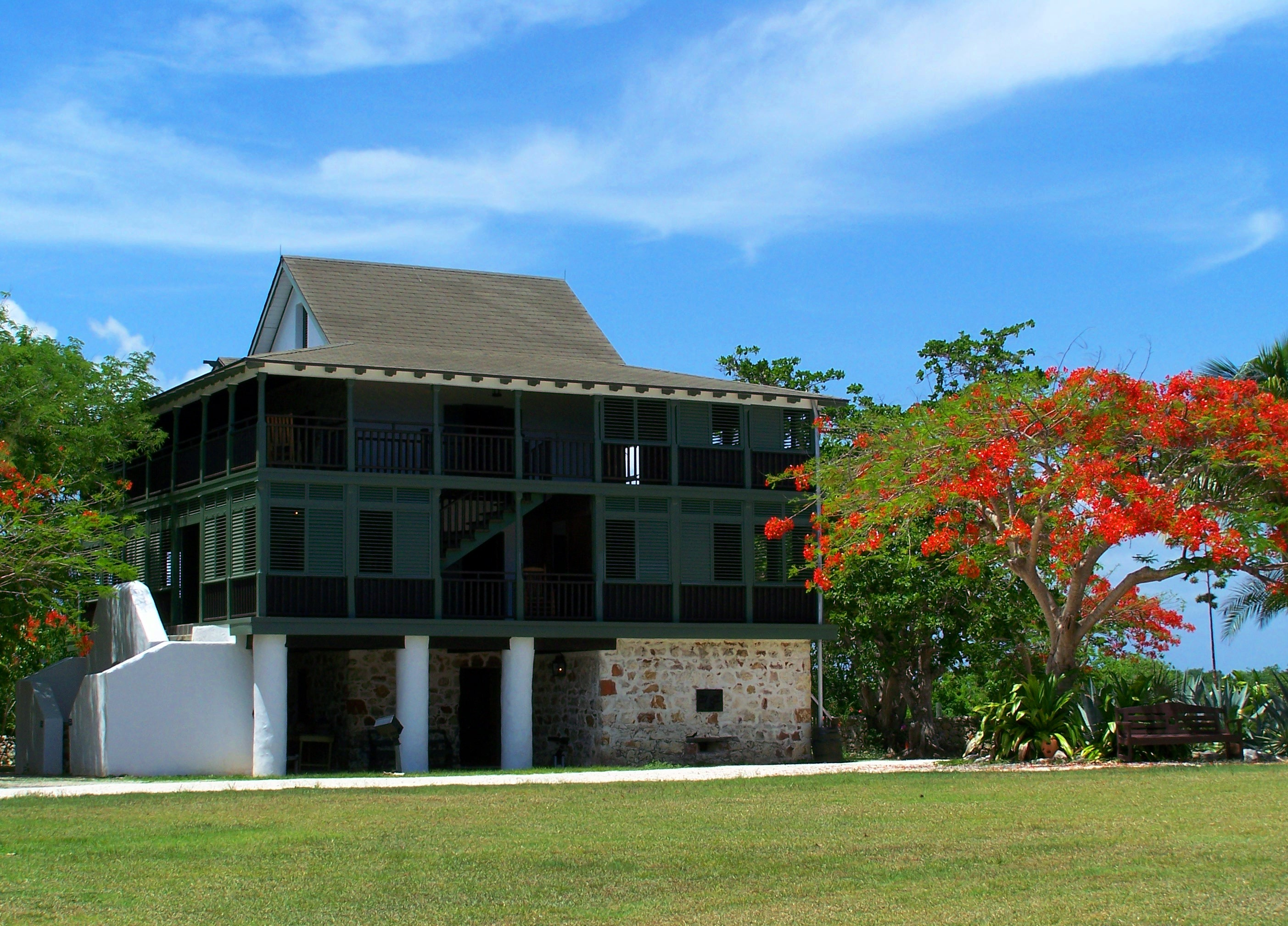
1780 - Castillo Pedro St. James

Inglaterra tomó el control formal de las Islas Caimán, junto con Jamaica, en virtud del Tratado de Madrid en 1670 después de que los primeros pobladores vinieron de Jamaica en 1661-71 a Pequeño Caimán y Caimán Brac. Estos primeros asentamientos fueron abandonados después de los ataques de las autoridades españolas, pero corsarios ingleses usaron de modo frecuente las Islas Caimán como base de aprovisionamiento y en el siglo XVIII se convirtió en un refugio cada vez más popular para los piratas. Tras varios intentos fallidos, el asentamiento permanente de las islas comenzó en la década de 1730. 
El 8 de febrero de 1794, diez buques, que formaban parte de un convoy naufragaron en un arrecife en Gun Bay, en el extremo este de Gran Caimán, pero con la ayuda de los pobladores locales, no hubo pérdida de vidas. Cuenta la leyenda que había un miembro de la familia real británica a bordo y que en agradecimiento por su valentía, el rey Jorge III decretó que las Islas Caimán no deberían reclutar soldados para las guerras y el Parlamento legisló que quedarían exentas del pago de impuestos (hoy en día son un paraíso fiscal. 
Desde 1670, las Islas Caimán son dependencia de Jamaica, aunque con una considerable autonomía. En 1831, una asamblea legislativa se estableció por consenso local en una reunión de los principales habitantes celebrada en el Pedro James Castle el 5 de diciembre de ese año. Las elecciones se celebraron el 10 de diciembre y la legislatura aprobó su incipiente legislación local el 31 de diciembre de 1831. Posteriormente, el gobernador de Jamaica ratificó una legislatura que consta de ocho magistrados nombrados por el Gobernador de Jamaica y 10 (más tarde aumentó a 27) representantes elegidos.
En 1835, el gobernador Sligo llegó a Caimán desde Jamaica para declarar la libertad de todos los esclavos, de conformidad con la Ley de Emancipación de 1833.

### Islas Caimán dentro de la colonia de Jamaica (1863-1959)
Las Islas Caimán fueron declaradas oficialmente como una dependencia de Jamaica desde 1863. De 1750 a 1898, el magistrado jefe era el administrador de la dependencia, nombrado por el gobernador de Jamaica. En 1898 el gobernador de Jamaica empezó a nombrar un Comisionado para las Islas. El primer comisionado fue Federico Sanguinetti.

### Islas Caimán en la Federación de Indias Occidentales
En 1959, con ocasión del establecimiento de la Federación de las Indias Occidentales, la situación de dependencia con respecto a Jamaica cesó oficialmente a pesar de que el Gobernador de Jamaica seguía siendo el Gobernador de las Islas Caimán y tenía poderes de reserva sobre las Islas. A partir de 1959, el oficial jefe de supervisar el día a día los asuntos de las islas (por el Gobernador) era el administrador.

### Territorio británico de ultramar (1959-actualidad)
Tras la independencia de Jamaica en 1962, las Islas Caimán rompieron sus vínculos administrativos con Jamaica y optaron por convertirse en una dependencia directa de la Corona británica. 
En 1953, fue inaugurado el primer aeropuerto en las Islas Caimán, así como el hospital público de George Town. Barclays marcó el comienzo de la era del comercio formal, abriendo el primer banco comercial.
En 1959 Caimán otorgó su primera constitución escrita que, por primera vez,  permitió el voto a las mujeres. Caimán dejó de ser una dependencia de Jamaica.
Durante 1966, se aprobó una ley para permitir y alentar a la industria bancaria en las Islas Caimán.
En 1971, la estructura de gobierno de las islas cambió otra vez, gozando las islas con un gobernador por vez primera. Athel Long fue el último administrador y el primer gobernador de las Islas Caimán.
Aunque la unión con Jamaica quedó disuelta, los vínculos entre ambos países se mantienen: una iglesia común (la United Church of Jamaica and Cayman Islands), y una moneda común hasta 1972. Además el 40% de la población de Cayman tiene origen jamaicano y un 50% de los trabajadores extranjeros son jamaicanos.

## Huracán Iván
En septiembre de 2004, las Islas Caimán fueron afectadas por el huracán Iván, causando una devastación masiva, la pérdida de vidas humanas y animales (tanto silvestres como domésticos y ganado) y  graves inundaciones, con algunos observadores informando que más del 25% de Gran Caimán había estado bajo el agua. Este desastre natural también llevó a la quiebra de la compañía de seguros Doyle, además de destruir los documentos de los Morolto. 
- Datos: Q616517
- Multimedia: History of the Cayman Islands / Q616517